# Saint-Ciers-Champagne
 Saint-Ciers-Champagne  es una población y comuna francesa, situada en la región de Poitou-Charentes, departamento de Charente Marítimo, en el distrito de Jonzac y cantón de Archiac.

## Demografía
| 568 | 501 | 406 | 382 | 375 | 367 |
| Para los censos de 1962 a 1999 la población legal corresponde a la población sin duplicidades (Fuente: INSEE [Consultar]) |     |     |     |     |     |